# 마자야오 문화

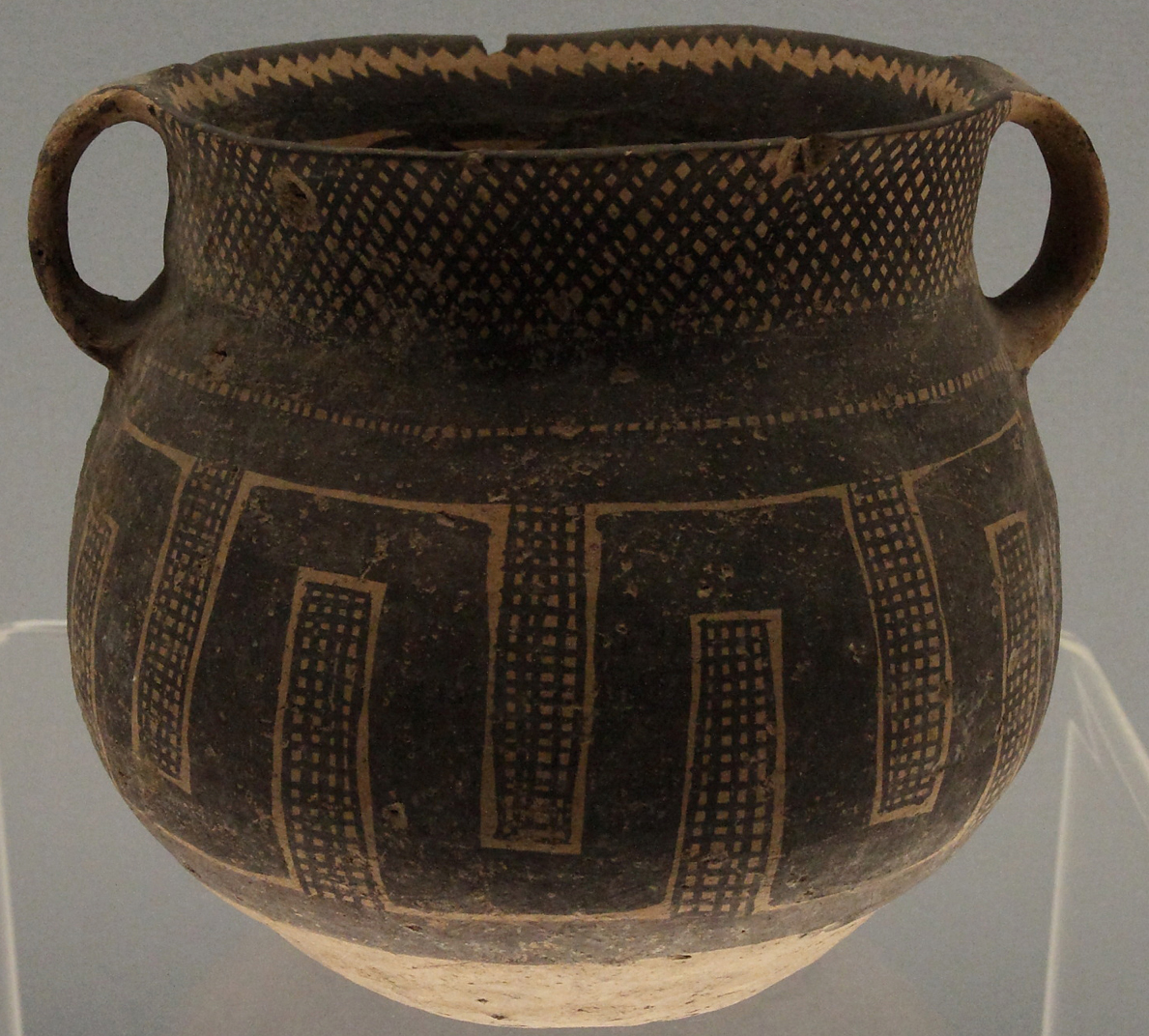
마자야오 문화의 채도. 기원 전 2200년 ~ 기원 전 2000년 경, 상하이 박물관소장

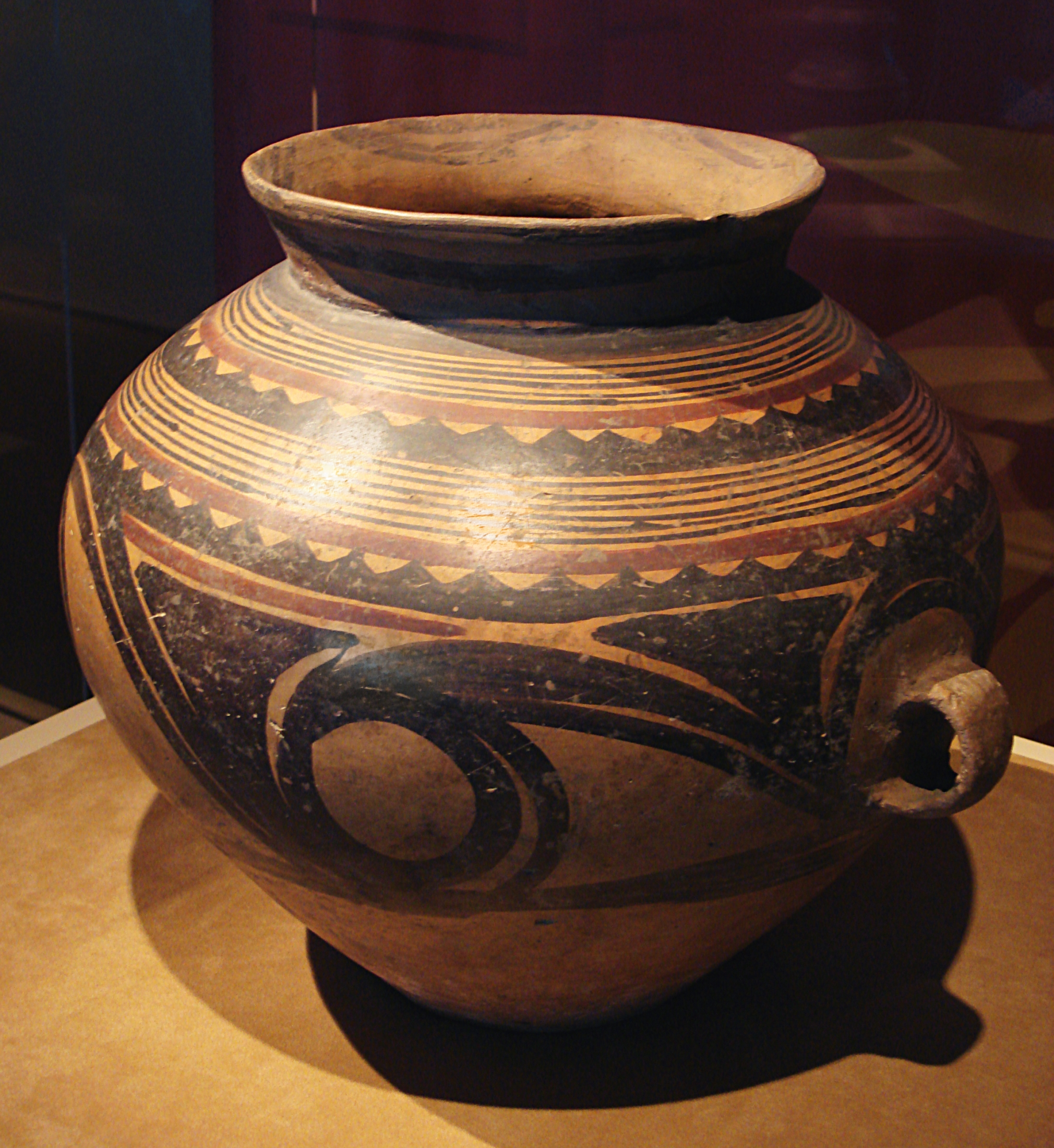
마자야오 문화의 채도

마자야오 문화(중국어 간체자: 马家窑文化, 정체자: 馬家窯文, 병음: mǎjiāyáo wénhuà Majiayao culture[*], 기원 전 3300년경 ~ 기원전 2100년경)는 중국 서북의 내륙부인 황하 최상류부의 간쑤성이나 칭하이성에 존재한 신석기 시대 후기의 문화이다. 감숙채도 문화(甘粛彩陶文化)라고도 한다. 도기 표면에 다양한 문양이 그려진 채도가 대표적이며, 외에도 청동으로 완성된 물품도 등장해 청동기 시대의 개막이 되었음을 알 수 있다.

## 개요
1923년에 간쑤성 린타오 현의 마자야오촌에서 유적이 발견되어 붙여진 이름이다. 자야오 문화에서는 도기를 굽기 전의 항아리나 조리기에 붓으로 산화철 등에서 검정이나 빨간 색으로 문양을 그려, 1000도 전후의 온도로 구운 채도(채문 토기)가 다수 출토되었고, 그 문양이나 스타일은 현재에도 세계의 연구자들이나 수집가들은 매료시키고 있다.
마자야오 문화는 양사오 문화의 유적 위의 지층에서 발견된다. 그 때문에, 황하 중류의 중원에 출발한 양사오 문화가 서쪽으로 전파되었다고 추측되며, 5700년 전의 신석기 시대 후기에 출현하고 있다.
마자야오 문화는 출토물의 유형에 따라 스링샤(石嶺下), 마자야오(馬家窯), 반산(半山), 마창(馬廠)의 네 개의 유형기로 나뉘어 있다. 이러한 출토 지층의 관계(층서학)나 방사성 탄소 연대 측정으로 스링샤 유형기는 기원전 3800년에서 기원전 3100년 사이에, 마자야오 유형기는 기원전 3100년에서 기원전 2700년 사이, 반산 유형기는 기원전 2600년에서 기원전 2300년까지, 마창 유형기는 기원전 2200년에서 기원전 2000년 사이에 각각 번창했음을 추측할 수 있다.

## 같이 보기
- 중국의 신석기 문화 목록
- 황하 문명
- 양사오 문화